# Иерархическая модель данных
Иерархическая модель данных — модель данных, где используется представление базы данных в виде древовидной (иерархической) структуры, состоящей из объектов (данных) различных уровней.
Между объектами существуют связи, каждый объект может включать в себя несколько объектов более низкого уровня. Такие объекты находятся в отношении предка (объект более близкий к корню) к потомку (объект более низкого уровня), при этом возможна ситуация, когда объект-предок имеет несколько потомков, тогда как у объекта-потомка обязателен только один предок. Объекты, имеющие общего предка, называются близнецами (в программировании применительно к структуре данных дерево устоялось название братья).
Базы данных с иерархической моделью одни из самых старых, и стали первыми системами управления базами данных для мейнфреймов. Разрабатывались в 1950-х и 1960-х, например, Information Management System (IMS) фирмы IBM.

## Примеры
Например, если иерархическая база данных содержала информацию о покупателях и их заказах, то будет существовать объект «покупатель» (родитель) и объект «заказ» (дочерний). Объект «покупатель» будет иметь указатели от каждого заказчика к физическому расположению заказов покупателя в объект «заказ».
В этой модели запрос, направленный вниз по иерархии, прост (например, какие заказы принадлежат этому покупателю). Однако запрос, направленный вверх по иерархии, более сложен (например, какой покупатель поместил этот заказ). Также, трудно представить не-иерархические данные при использовании этой модели.
Иерархической базой данных является файловая система, состоящая из корневого каталога, в котором имеется иерархия подкаталогов и файлов.

## Структурная часть иерархической модели
Основными информационными единицами в иерархической модели данных являются сегмент и поле. Поле данных определяется как наименьшая неделимая единица данных, доступная пользователю. Для сегмента определяются тип сегмента и экземпляр сегмента. Экземпляр сегмента образуется из конкретных значений полей данных. Тип сегмента — это поименованная совокупность входящих в него типов полей данных.
Как и сетевая, иерархическая модель данных базируется на графовой форме построения данных, и на концептуальном уровне она является просто частным случаем сетевой модели данных. В иерархической модели данных вершине графа соответствует тип сегмента или просто сегмент, а дугам — типы связей предок — потомок. В иерархических структуpax сегмент — потомок должен иметь в точности одного предка.
Иерархическая модель представляет собой связный неориентированный граф древовидной структуры, объединяющий сегменты. Иерархическая БД состоит из упорядоченного набора деревьев.

## Управляющая часть иерархической модели
В рамках иерархической модели выделяют языковые средства описания данных (ЯОД) и средства манипулирования данными (ЯМД). Каждая физическая база описывается набором операторов, обусловливающих как её логическую структуру, так и структуру хранения БД. При этом способ доступа устанавливает способ организации взаимосвязи физических записей.
Определены следующие способы доступа:
- иерархически последовательный;
- иерархически индексно-последовательный;
- иерархически прямой;
- иерархически индексно-прямой;
- индексный.

Помимо задания имени БД и способа доступа описания должны содержать определения типов сегментов, составляющих БД, в соответствии с иерархией, начиная с корневого сегмента. Каждая физическая БД содержит только один корневой сегмент, но в системе может быть несколько физических БД.
Среди операторов манипулирования данными можно выделить операторы поиска данных, операторы поиска данных с возможностью модификации, операторы модификации данных. Набор операций манипулирования данными в иерархической БД невелик, но вполне достаточен.

## Примеры типичных операторов поиска данных
- найти указанное дерево БД;
- перейти от одного дерева к другому;
- найти экземпляр сегмента, удовлетворяющий условию поиска;
- перейти от одного сегмента к другому внутри дерева;
- перейти от одного сегмента к другому в порядке обхода иерархии.

Примеры типичных операторов поиска данных с возможностью модификации:
- найти и удержать для дальнейшей модификации единственный экземпляр сегмента, удовлетворяющий условию поиска;
- найти и удержать для дальнейшей модификации следующий экземпляр сегмента с теми же условиями поиска;
- найти и удержать для дальнейшей модификации следующий экземпляр для того же родителя.

Примеры типичных операторов модификации иерархически организованных данных, которые выполняются после выполнения одного из операторов второй группы (поиска данных с возможностью модификации):
- вставить новый экземпляр сегмента в указанную позицию;
- обновить текущий экземпляр сегмента;
- удалить текущий экземпляр сегмента.

В иерархической модели автоматически поддерживается целостность ссылок между предками и потомками. Основное правило: никакой потомок не может существовать без своего родителя.

## Известные иерархические СУБД
Примерами баз данных с иерархической моделью являются:
- IBM DBOMP — ранняя иерархическая БД.
- Типичным представителем (наиболее известным и распространенным) является Information Management System (IMS)[1] фирмы IBM (1966—1968 г.).
- Time-Shared Date Management System (TDMS)[3] компании System Development Corporation;
- Mark IV MultiAccess Retrieval System компании Control Data Corporation;
- System 2000 разработки SAS Institute[1];
- InterSystems Caché[4].

## Преобразование концептуальной модели в иерархическую модель данных
Преобразование концептуальной модели в иерархическую структуру данных во многом схоже с преобразованием её в сетевую модель, но и имеет некоторые отличия в связи с тем, что иерархическая модель требует организации всех данных в виде дерева.
Преобразование связи типа «один ко многим» между предком и потомком осуществляется практически автоматически в том случае, если потомок имеет одного предка, и происходит это следующим образом. Каждый объект с его атрибутами, участвующий в такой связи, становится логическим сегментом. Между двумя логическими сегментами устанавливается связь типа «один ко многим». Сегмент со стороны «много» становится потомком, а сегмент со стороны «один» становится предком.
Ситуация значительно усложняется, если потомок в связи имеет не одного, а двух и более предков. Так как подобное положение является невозможным для иерархической модели, то отражаемая структура данных нуждается в преобразованиях, которые сводятся к замене одного дерева, например, двумя (если имеется два предка). В результате такого преобразования в базе данных появляется избыточность, так как единственно возможный выход из этой ситуации — дублирование данных.